# باربرا كاميرون
باربرا كاميرون (بالإنجليزية: Barbara Cameron) هي لاعبة بولينغ بريطانية، ولدت في 16 أبريل 1962 في Coalisland ‏ في المملكة المتحدة.